# Exoudun
Exoudun ist eine französische Gemeinde mit 540 Einwohnern (Stand: 1. Januar 2022) im Département Deux-Sèvres in der Region Nouvelle-Aquitaine. Sie gehört zum Arrondissement Niort und zum Kanton Celles-sur-Belle. Die Einwohner werden Exoudunnois genannt.

## Geographie
Exoudun liegt etwa 40 Kilometer südwestlich von Poitiers am Sèvre Niortaise. Umgeben wird Exoudun von den Nachbargemeinden Bougon im Norden, Avon im Nordosten, Chenay im Osten, Chey im Südosten, Sepyret im Süden, Prailles-La Couarde im Südwesten sowie La Mothe-Saint-Héray im Westen.

## Bevölkerungsentwicklung
| Jahr                       | 1962  | 1968 | 1975 | 1982 | 1990 | 1999 | 2006 | 2012 | 2019 |
| Einwohner                  | 1.011 | 966  | 803  | 740  | 664  | 616  | 585  | 621  | 567  |
| Quellen: Cassini und INSEE |       |      |      |      |      |      |      |      |      |

## Sehenswürdigkeiten

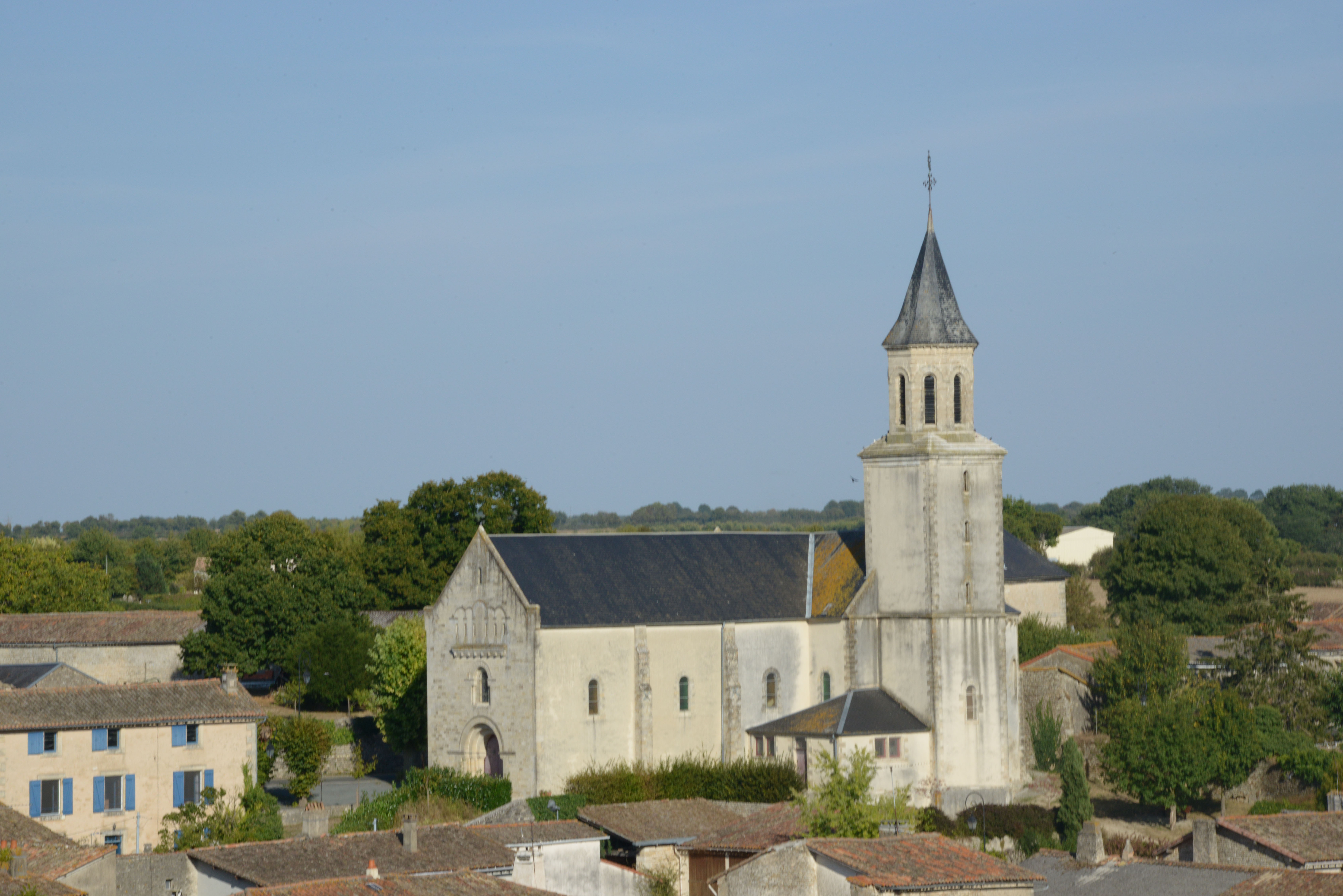
Kirche Saint-Édouard
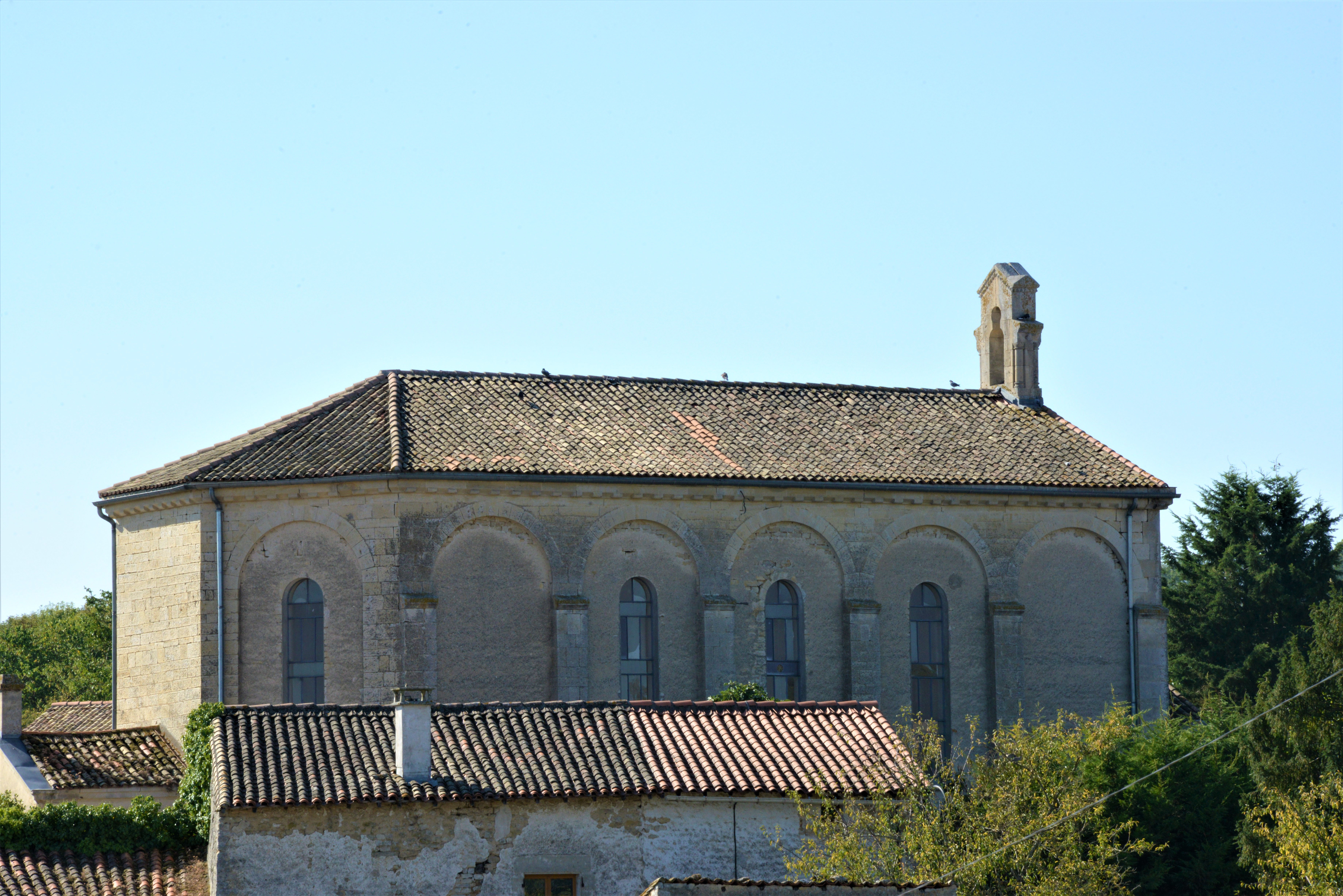
Protestantische Kirche
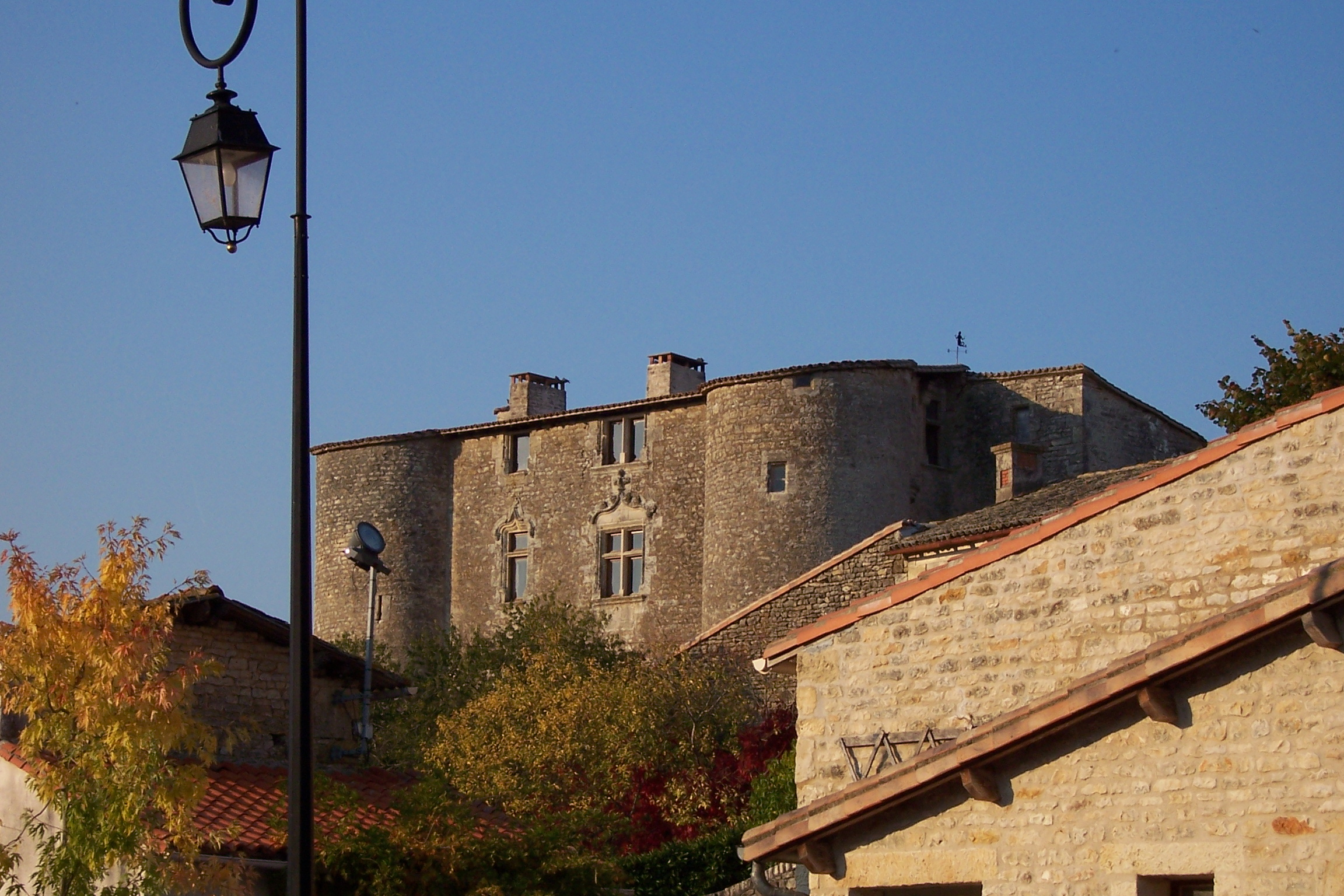
Geschleifte Burg

- Kirche Saint-Édouard
- Protestantische Kirche
- Geschleifte Burg